# Yokohama Flügels 1997
Questa voce raccoglie le informazioni riguardanti lo Yokohama Flügels nelle competizioni ufficiali della stagione 1997.

## Stagione
Dopo un buon inizio con il secondo posto nella Suntory Series, i Flügels non riuscirono a ripetere la stessa prestazione della stagione precedente, ma offrì buone prestazioni nelle coppe, perdendo il Coppa dell'Imperatore a causa di un 3-0 nella finale contro il Kashima Antlers e uscendo alle semifinali di Coppa Yamazaki Nabisco subendo una rimonta nella gara di ritorno contro lo Júbilo Iwata.

## Maglie e sponsor
Venne modificata la divisa prodotta dalla Mizuno, che include un motivo azzurro e vede e reca, sulla parte anteriore, la scritta del secondo nome della squadra (AS Flügels).
| Manica sinistra · Manica sinistra · Maglietta · Maglietta · Manica destra · Manica destra · Pantaloncini · Calzettoni |

## Rosa
| N. |                     | Ruolo | Calciatore         |
| -- | ------------------- | ----- | ------------------ |
| 1  | Giappone (bandiera) | P     | Seigō Narazaki     |
| 2  | Giappone (bandiera) | D     | Yoshiro Moriyama   |
| 3  | Giappone (bandiera) | D     | Norihiro Satsukawa |
| 4  | Giappone (bandiera) | D     | Naoto Ōtake        |
| 5  | Giappone (bandiera) | C     | Motohiro Yamaguchi |
| 6  | Giappone (bandiera) | C     | Atsuhiro Miura     |
| 7  | Giappone (bandiera) | A     | Yoshikiyo Kuboyama |
| 8  | Brasile (bandiera)  | C     | César Sampaio      |
| 9  | Brasile (bandiera)  | C     | Válber             |
| 10 | Brasile (bandiera)  | C     | Zinho              |
| 11 | Giappone (bandiera) | A     | Hiroki Hattori     |
| 12 | Giappone (bandiera) | A     | Yasuhiro Hato      |
| 13 | Giappone (bandiera) | D     | Kōji Maeda         |
| 14 | Giappone (bandiera) | D     | Shōji Nonoshita    |
| 15 | Giappone (bandiera) | A     | Takayuki Yoshida   |
| 16 | Giappone (bandiera) | P     | Hiroyuki Nitao     |

| N. |                     | Ruolo | Calciatore          |
| -- | ------------------- | ----- | ------------------- |
| 17 | Giappone (bandiera) | A     | Seiichiro Okuno     |
| 18 | Giappone (bandiera) | A     | Shinya Mitsuoka     |
| 19 | Giappone (bandiera) | C     | Takeo Harada        |
| 20 | Giappone (bandiera) | A     | Satoshi Yoneyama    |
| 21 | Giappone (bandiera) | P     | Yoshitaka Kishikawa |
| 22 | Giappone (bandiera) | A     | Haruki Seto         |
| 23 | Giappone (bandiera) | P     | Atsuhiko Mori       |
| 24 | Giappone (bandiera) | C     | Yuki Inoue          |
| 25 | Giappone (bandiera) | C     | Kazuki Satō         |
| 26 | Giappone (bandiera) | D     | Jin Satō            |
| 27 | Brasile (bandiera)  | D     | Marcelo             |
| 28 | Giappone (bandiera) | C     | Takahiro Okubo      |
| 29 | Giappone (bandiera) | A     | Takashi Sakurai     |
| 30 | Giappone (bandiera) | P     | Hiroshi Sato        |
| 31 | Brasile (bandiera)  | A     | Fernando Rech       |
| 32 | Brasile (bandiera)  | A     | Anderson            |

## Statistiche

### Statistiche di squadra
| Competizione           | Punti | Totale | Totale | Totale | Totale | Totale | Totale | DR  |
| Competizione           | Punti | G      | V      | N      | P      | Gf     | Gs     | DR  |
| ---------------------- | ----- | ------ | ------ | ------ | ------ | ------ | ------ | --- |
| J. League              | 53    | 34     | 19     | 0      | 13     | 58     | 43     | +15 |
| Coppa Yamazaki Nabisco | -     | 10     | 5      | 2      | 3      | 9      | 6      | +3  |
| Coppa dell'Imperatore  | -     | 5      | 4      | 0      | 1      | 15     | 10     | +5  |
| Totale                 |       | 49     | 28     | 2      | 17     | 82     | 59     | +23 |